# Kronan (1668)
Kronan (korona) – szwedzki okręt liniowy z XVII wieku, zbudowany za panowania króla Karola XI. Należał do największych okrętów swoich czasów. Zatonął 1 czerwca 1676 w trakcie bitwy morskiej pod Olandią w wyniku eksplozji komór amunicyjnych spowodowanej gwałtownym przechyłem podczas wykonywania zwrotu.

## Historia

### Budowa
Budowa "Kronana" rozpoczęła się 27 października 1665 w królewskiej stoczni marynarki wojennej w Sztokholmie. Okręt był budowany pod nadzorem angielskiego budowniczego okrętów Francisa Sheldona. Wodowanie miało miejsce w 1668. Z powodu braku środków prace wyposażeniowe przeciągnęły się do 1672, kiedy to okręt wszedł do służby.

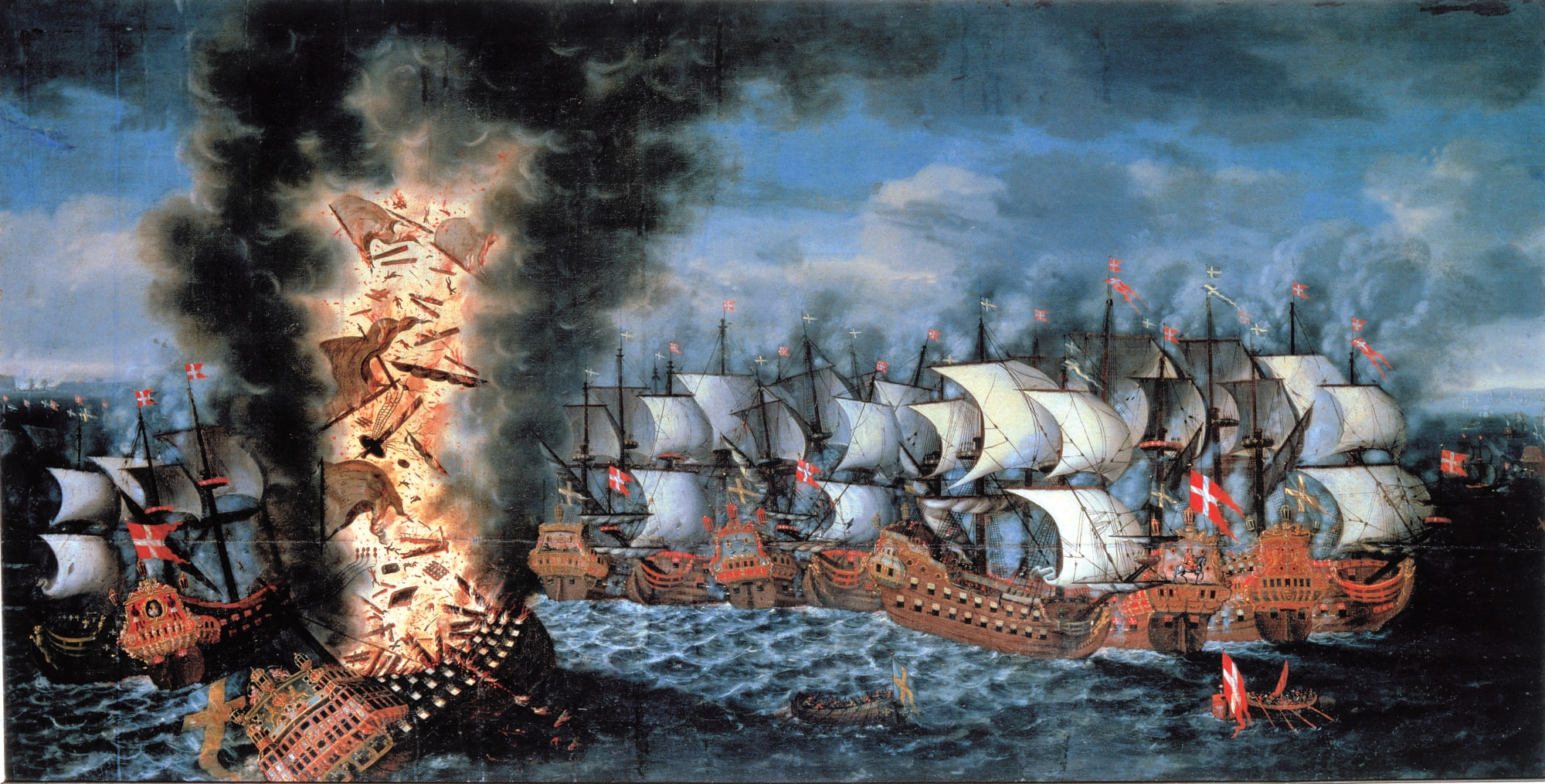
Zatonięcie "Kronana", obraz Clausa Møinichena

### Zatonięcie
"Kronana", będącego największym i najlepiej uzbrojonym szwedzkim okrętem, wykorzystano w wojnie duńsko-szwedzkiej, która rozpoczęła się w 1675. Biorąc udział w bitwie morskiej pod Olandią, "Kronan" rozpoczął gwałtowny manewr zwrotu, do którego nie był w pełni przygotowany. Przez otwarte furty działowe zaczęła do wnętrza okrętu dostawać się woda, która dodatkowo zwiększała przechył. W wyniku przechyłu doszło do przypadkowego odpalenia ładunków prochowych i eksplozji magazynu z prochem. W wyniku eksplozji zginęła prawie cała załoga, uratowano 42 osoby, ok. 800 zginęło.

## Skarb "Kronana"
W 1680 i 1686, korzystając z doświadczeń w użyciu dzwonu nurkowego do eksploracji wraku okrętu "Vasa", wydobyto z dna 60 dział "Kronana".
W 1980 wrak okrętu został odnaleziony przez archeologa amatora Andersa Franzéna, który wcześniej kierował pracami nad wydobyciem "Vasy". Szczątki "Kronana" spoczywały na głębokości 26 metrów, sześć kilometrów od wyspy Olandia. Przystąpiono do systematycznego wydobywania znaleziska na powierzchnię. W latach 1982–1983 wydobyto m.in. 250 złotych monet, w 2005 skarb składający się z ponad 6500 srebrnych monet, w sumie – ponad 25 000 zabytkowych przedmiotów.
Wiele z obiektów odnalezionych we wraku "Kronana" znajduje się obecnie w Muzeum Regionu Kalmar w porcie Kalmaru.